# Lemurovití denní
Do čeledi Lemurovití denní (Lemuridae) náleží asi 20 druhů nejprimitivnějších primátů. Patří mezi nejznámější endemické druhy a vyskytují se pouze na Komorských ostrovech a Madagaskaru.

## Popis
Jsou to středně velcí stromoví primáti, dorůstající 32 až 56 cm na délku vyjma ocasu, a dosahující hmotnosti max. 6 kg. Mají dlouhé, osrstěné ocasy a dlouhou a hebkou srst odlišného zbarvení. Zadní končetiny mají mírně delší než přední, což jim umožňuje dobře skákat. Většina druhů vyniká mrštností a obratností. Mají výborně vyvinutý čich a binokulární vidění. Na rozdíl od lemurovitých nočních postrádají téměř všichni zástupci této čeledi až na lemura katu tapetum lucidum, zvláštní vrstvu v očích, která umožňuje noční vidění. Jsou to všežravci, ale upřednostňují rostlinnou potravu, zvláště pak listy, semena a různé plody.
Samice rodí jedno až dvě mláďata po 120 až 140 denní březosti. Přesná doba březosti se však liší podle druhů. Jsou to společenská zvířata žijící ve skupinách tvořených u některých druhů i více než 40 jedinců. U některých zástupců, např. u již výše zmiňovaného lemura katy, jsou skupiny dlouhodobé s přísnou hierarchií. Přesným protikladem jsou skupiny, které tvoří např. lemur bělohlavý a jejichž členové často přecházejí z jedné skupiny do druhé.

## Klasifikace
Prohlubováním a zpřesňováním poznatků dochází ke změnám v taxonomii, postupně se vyvíjí řazení jednotlivých skupin zvířat do rodů, druhů nebo poddruhů. Obdobná situace je i při zatřiďování do vyšších taxonů.
- rod Lemur Linnaeus, 1758
  - lemur kata (Lemur catta) Linnaeus, 1758
- rod Eulemur Simons et Rumpler, 1988
  - lemur běločelý (Eulemur albifrons) É. Geoffroy, 1796
  - lemur obojkový (Eulemur albocollaris) Rumpler, 1975
  - lemur bělohlavý (Eulemur fulvus) É. Geoffroy, 1796
  - lemur červenavý (Eulemur rufus) Audebert, 1799
  - lemur červenobřichý (Eulemur rubriventer) I. Geoffroy, 1850
  - lemur korunkatý (Eulemur coronatus) Gray, 1842
  - lemur mongoz (Eulemur mongoz) Linnaeus, 1766
  - lemur rudočelý (Eulemur rufifrons) Bennett, 1833
  - lemur límcový (Eulemur collaris) É. Geoffroy, 1812
  - lemur Sandfordův (Eulemur sanfordi) Archbold, 1932
  - lemur šedohlavý (Eulemur cinereiceps) A. Grandidier et Milne-Edwards, 1890
  - lemur tmavý (Eulemur macaco) Linnaeus, 1766
- rod Hapalemur I. Geoffroy, 1851
  - lemur bambusový (Hapalemur occidentalis) Rumpler, 1975
  - lemur jižní (Hapalemur meridionalis) Warter et al., 1987
  - lemur rákosový (Hapalemur alaotrensis) Rumpler, 1975
  - lemur šedý (Hapalemur griseus) Link, 1795
  - lemur zlatý (Hapalemur aureus) Meier et al., 1987
- rod Prolemur Gray, 1871
  - lemur širokonosý (Prolemur simus) Gray, 1871
- rod vari (Varecia) Gray, 1863
  - vari červený (Varecia rubra) É. Geoffroy, 1812
  - vari černobílý (Varecia variegata) Kerr, 1792

## Ohrožení
Lemuři všeobecně nejsou na Madagaskaru mnoho loveni, místní obyvatelé jsou pověrčiví a mají z nich obavy. Jsou však ze svých území vytlačování devastaci přírodních podmínek, kdy velkou rychlostí pokračuje odlesňování z důvodů rozšiřování zemědělství, těžby dřeva, výroby dřevěného uhlí a stavění silnic.
Podle IUCN jsou považováni:
- za téměř ohrožené druhy – lemur kata, lemur bělohlavý a lemur rudočelý,
- za zranitelné druhy – lemur běločelý, lemur červenobřichý, lemur korunkatý, lemur rudoobojkový, lemur mongoz, lemur tmavý, lemur bambusový, lemur jižní a lemur šedý,
- za ohrožené druhy – lemur šedohlavý, lemur Sandfordův, lemur zlatý a lemur červený,
- za kriticky ohrožené druhy – lemur rákosový, lemur širokonosý a lemur vari.[1]